# Tour de l’Avenir
Die Tour de l’Avenir (fr., dt. etwa „Rundfahrt der Zukunft“, 1970: Grand Prix de l’Avenir, 1972–1978 Trophée Peugeot de l’Avenir, 1986–1990 Tour de la Communauté Européenne) ist ein Etappenrennen für Radrennfahrer in Frankreich.

## Geschichte
Das 1961 zum ersten Mal ausgetragene Straßenradrennen galt anfangs als die „Tour de France der Amateure“. Bis 1967 wurde die Rundfahrt parallel zur Tour de France ausgetragen.
Von 1981 an wurde das Rennen „open“ ausgetragen, so dass auch Profis teilnehmen durften. Mit Einführung der Einheitslizenz 2005 wurde das Rennen Nachwuchsfahrern, meist der Altersklasse U23, vorbehalten.
Im Jahr 1992 übernahm die Amaury Sport Organisation (ASO) die Organisation. Teilnehmen durften Profis und Amateure im Alter bis zu 25 Jahren. Seit 2007 ist das Rennen Teil der Serie UCI Under 23 Nations Cup. Ab der Austragung des Jahres 2012 nutzt der Weltradsportverband UCI das Rennen für die Ausbildung von Wettkampfrichtern („Kommissäre“), Radio-Tour-Sprechern, Info-Motorradfahrern und anderen Personen, die bei der Organisation von Radrennen beteiligt sind. Die Organisation der Tour de l’Avenir geht mit der Austragung des Jahres 2012 auf Alpe Vélo, den Ausrichter des Rennens Tour de l’Ain über. Das Rennen wird allerdings weiterhin durch die ASO finanziell und logistisch unterstützt.
Von 2000 bis 2007 wurde auch das Juniorenrennen Route de l’Avenir ausgetragen.

## Palmarès
| Jahr                  | Sieger                     | Zweiter                     | Dritter                 |          |
| --------------------- | -------------------------- | --------------------------- | ----------------------- | -------- |
| 1961                  | Guido De Rosso             | Francisco Gabica            | Albert van D'Huynslager |          |
| 1962                  | Antonio Gómez del Moral    | Mario Maino                 | Jan Janssen             |          |
| 1963                  | André Zimmermann           | Rolf Maurer                 | Raymond Delisle         |          |
| 1964                  | Felice Gimondi             | Lucien Aimar                | Ginés García Perán      |          |
| 1965                  | Mariano Díaz               | José Manuel López Rodríguez | Paul Zollinger          |          |
| 1966                  | Mino Denti                 | Harry Steevens              | José Gómez              |          |
| 1967                  | Christian Robini           | Tino Conti                  | José Gómez              |          |
| 1968                  | Jean-Pierre Boulard        | Robert Bouloux              | Jean-Pierre Parenteau   |          |
| 1969                  | Joop Zoetemelk             | Luis Zubero                 | Gösta Pettersson        |          |
| 1970                  | Marcel Duchemin            | Christian Palka             | Franco Balduzzi         |          |
| 1971                  | Régis Ovion                | Fedor den Hertog            | Jiří Háva               |          |
| 1972                  | Fedor den Hertog           | Iwan Schmid                 | Bernard Bourreau        |          |
| 1973                  | Gianbattista Baronchelli   | Wolfgang Steinmayr          | Bernard Bourreau        |          |
| 1974                  | Enrique Martínez Heredia   | Wolfgang Steinmayr          | Gabriele Mirri          |          |
| 1975 keine Austragung |                            |                             |                         |          |
| 1976                  | Sven-Åke Nilsson           | Miloš Hrazdíra              | Henk Lubberding         |          |
| 1977                  | Eddy Schepers              | Johan van der Velde         | Roberto Visentini       |          |
| 1978                  | Sergei Suchorutschenkow    | Ramasan Galjaletdinow       | Sergei Morosow          |          |
| 1979                  | Sergei Suchorutschenkow    | Said Husseinow              | Jostein Wilmann         |          |
| 1980                  | Alfonso Flórez Ortiz       | Sergei Suchorutschenkow     | Juri Kaschirin          |          |
| 1981                  | Pascal Simon               | Sergei Suchorutschenkow     | José Patrocinio Jiménez |          |
| 1982                  | Greg LeMond                | Robert Millar               | Cristóbal Pérez         |          |
| 1983                  | Olaf Ludwig                | Jean-François Chaurin       | Maarten Ducrot          |          |
| 1984                  | Charly Mottet              | Jiří Škoda                  | Philippe Bouvatier      |          |
| 1985                  | Martín Ramírez             | Éric Salomon                | Samuel Cabrera          |          |
| 1986                  | Miguel Indurain            | Patrice Esnault             | Alexi Grewal            |          |
| 1987                  | Marc Madiot                | Laurent Bezault             | Pēteris Ugrjumovs       |          |
| 1988                  | Laurent Fignon             | Gérard Rué                  | Olaf Lurvik             |          |
| 1989                  | Pascal Lino                | Laurent Bezault             | Denis Roux              |          |
| 1990                  | Johan Bruyneel             | Martial Gayant              | Laurent Jalabert        |          |
| 1991 keine Austragung |                            |                             |                         |          |
| 1992                  | Hervé Garel                | Jean-Philippe Dojwa         | Bart Voskamp            |          |
| 1993                  | Thomas Davy                | François Simon              | Bo Hamburger            |          |
| 1994                  | Ángel Casero               | Maarten den Bakker          | Franck Bouyer           |          |
| 1995                  | Emmanuel Magnien           | Christophe Moreau           | Laurent Roux            |          |
| 1996                  | David Etxebarria           | Sergei Walerjewitsch Iwanow | Glenn D’Hollander       |          |
| 1997                  | Laurent Roux               | Kevin Livingston            | Lylian Lebreton         |          |
| 1998                  | Christophe Rinero          | Txema del Olmo              | Thierry Loder           |          |
| 1999                  | Unai Osa                   | David Latasa                | Floyd Landis            |          |
| 2000                  | Iker Flores                | David Moncoutié             | Sven Montgomery         |          |
| 2001                  | Denis Menschow             | Florent Brard               | Sylvain Chavanel        |          |
| 2002                  | Jewgeni Petrow             | Pierrick Fédrigo            | David Muñoz             |          |
| 2003                  | Egoi Martínez              | Radoslav Rogina             | Samuel Dumoulin         |          |
| 2004                  | Sylvain Calzati            | Thomas Lövkvist             | Christophe Le Mével     |          |
| 2005                  | Lars Bak                   | Christophe Riblon           | Assan Basajew           |          |
| 2006                  | Moisés Dueñas              | Robert Gesink               | Tom Stubbe              |          |
| 2007                  | Bauke Mollema              | Tony Martin                 | André Steensen          |          |
| 2008                  | Jan Bakelants              | Rui Costa                   | Arnold Jeannesson       |          |
| 2009                  | Romain Sicard              | Tejay van Garderen          | Sergej Fuchs            |          |
| 2010                  | Nairo Quintana             | Andrew Talansky             | Jarlinson Pantano       |          |
| 2011                  | Esteban Chaves             | David Boily                 | Mattia Cattaneo         |          |
| 2012                  | Warren Barguil             | Juan Ernesto Chamorro       | Mattia Cattaneo         |          |
| 2013                  | Rubén Fernández            | Adam Yates                  | Patrick Konrad          |          |
| 2014                  | Miguel Ángel López         | Robert Power                | Alexei Rybalkin         |          |
| 2015                  | Marc Soler                 | Jack Haig                   | Matwei Mamykin          |          |
| 2016                  | David Gaudu                | Edward Ravasi               | Adrien Costa            |          |
| 2017                  | Egan Bernal                | Bjorg Lambrecht             | Niklas Eg               |          |
| 2018                  | Tadej Pogačar              | Thymen Arensman             | Gino Mäder              |          |
| 2019                  | Tobias Foss                | Giovanni Aleotti            | Ilan Van Wilder         |          |
| 2020                  | abgesagt                   | abgesagt                    | abgesagt                | abgesagt |
| 2021                  | Tobias Halland Johannessen | Carlos Rodríguez            | Filippo Zana            |          |
| 2022                  | Cian Uijtdebroeks          | Johannes Staune-Mittet      | Michel Heßmann          |          |
| 2023                  | Isaac Del Toro             | Giulio Pellizzari           | Davide Piganzoli        |          |
| 2024                  | Joseph Blackmore           | Pablo Torres                | Tijmen Graat            |          |